# Point Blank (jogo eletrônico)
Point Blank é um jogo de tiro em primeira pessoa desenvolvido pela empresa sul-coreana Zepetto para Microsoft Windows.